# 譚世曔
譚世曔（?—?），字治光，號文齋，贵州遵義人，清朝政治人物。同進士出身。
乾隆十九年（1754年）甲戌科進士，三甲一百三十六名。選庶吉士，改翰林院檢討、記名監察御史。